# Karolina Chlewińska
Karolina Chlewińska, née le 8 novembre 1983 à Gdańsk, est une escrimeuse polonaise, pratiquant le fleuret.

## Palmarès

### Championnats du monde
- 2010 à Paris,  France
  -  Médaille d'argent en fleuret par équipe

### Championnats d'Europe
- 2005 à Izmir,  Turquie
  -  Médaille de bronze en fleuret par équipe